# Matthias Friedrich (Übersetzer)
Matthias Friedrich (* 1992 in Trier) ist ein deutscher Lyriker, Übersetzer und Literaturkritiker.

## Leben und Werk
Friedrich studierte Kreatives Schreiben und Kulturjournalismus an der Universität Hildesheim sowie Skandinavistik an der Universität Greifswald. Er übersetzt Bücher – vor allem experimentelle und postmoderne, anspruchsvolle Literatur, die oft von gesellschaftlichen Randexistenzen handelt – aus dem Katalanischen, Schwedischen, Norwegischen und Dänischen. 2017 gab er zwei Anthologien mit Lyrik- und Prosaübersetzungen aus dem Ostseeraum heraus. Seine Übersetzungen wurden u. a. als „kristallin und gewitzt“ (SZ), „tiefscharf wie subtil“ hervorgehoben.
Gemeinsam mit Berit Glanz, Dirk Uwe Hansen, Tobias Reußwig, Christoph Georg Rohrbach und Slata Roschal wird er zu der sogenannten „Greifswalder Schule“ gezählt.

## Veröffentlichungen

### Lyrik
- Kleine thanatoiden. Sukultur, Berlin 2016, ISBN 978-3-95566-058-1.

### Übersetzungen (Auswahl)
- Hanna Dahl: Empfindlichkeit. In: Anna Pia Jordan-Bertinelli (Hrsg.): Ungefähr so. Neue Prosa aus Norwegen. Parasitenpresse, Köln 2023, ISBN 978-3-9880502-0-5.

- Ida Fjeldbraaten: Vielfrass. Roman. Die brotsuppe, Biel 2023, ISBN 978-3-03867-087-2.

- Ida Marie Hede: Der Sog oder Wäschst du unsere Stinkfinger mit deinen Tränen? Roman. Die brotsuppe, Biel 2023, ISBN 978-3-03867-071-1.

- Ebba Witt-Brattström: Der Kulturmann revisited. In: 54books. Magazin für Feuilleton, 29.08.2022.[7]

- Erlend O. Nødtvedt: Durch das Westland. Roman. Die brotsuppe, Biel 2022, ISBN 978-3-03867-064-3.

- Svein Jarvoll: Die Australienreise. Roman. Engeler, Aargau 2018 und 2021, ISBN 978-3-906050-32-4 und ISBN 978-3-906050-59-1.

- Leif Høghaug: Der Kälberich. Roman. Die brotsuppe, Biel 2021, ISBN 978-3-03867-035-3.

- Svein Jarvoll: Die Melbourne-Vorlesungen. Essays. Engeler, Aargau 2021, ISBN 978-3-906050-33-1.

- Die Zurichtung der Frau – Interview mit der dänischen Schriftstellerin Olga Ravn. In: 54books. Magazin für Feuilleton, 10.12.2020.[8]

- Susanne Christensen: Wer hat das Gudbrandstal geschrieben? In: 54books. Magazin für Feuilleton, 15.01.2020.[9]

- Christian Johannes Idskov: Der Gefangene der Freiheit. Essay. In: 54books. Magazin für Feuilleton, 08.05.2020.[10]

- Thure Erik Lund: Das Grabenereignismysterium. Roman. Droschl, Graz 2019, ISBN 978-3-99059-035-5.

- Svein Jarvoll: Thanatos. Ein polyphones Gedicht über den Tod. Engeler (Roughbooks), Aargau 2019, ISBN 978-3-906050-41-6.

- Svein Jarvoll: Wankelmut, Wankelmut. In: muetze Nr. 19,  05/2017.[11]

- Ausiàs March: Gedicht LXVIII. In: muetze Nr. 19, 05/2017.[12]

### Kritiken, Essays, Interviews (Auswahl)
- „Bleibste wohl stehn, sonst zerreiß ick din Kleid“. Kritik zu Christel Hildebrandts, Nora Pröfrocks und Gabriele Haefs’ Übersetzung von Amalie Skrams „Die Leute vom Hellemyr“. In: TraLaLit, 17.12.2022.[13]

- „Ich war besessen von dieser Stimme.“ Interview mit Leif Høghaug zu seiner norwegischen Übersetzung von Finnegans Wake. (Jeg ble besatt av denne røsten. Intervju med Leif Høghaug om sin norske gjendiktning av Finnegans Wake.) In: TraLaLit, 02.11.2022.[14]

- Stefan Moster: der Erfinderische. Kritik zu Volter Kilpi. In: TraLaLit, 09.03.2022.[15]

- In der Kürze liegt die Würze. Zu Andreas Donats Übersetzung von Gine Cornelia Pedersens Roman „Null“. In: TraLaLit, 19.01.2022.[16]

- „Kilpi zählt zu den großen Klassikern.“ Interview mit Stefan Moster über seine Übersetzung von Volter Kilpis „Im Saal von Alastalo“. In: TraLaLit, 18.10.2021.[17]
- Hinrich Schmidt-Henkel: der Überflieger. Zu Tarjei Vesaas’ „Die Vögel“. In: TraLaLit, 14.05.2021.[18]

- Knause-Pause – Was man statt Knausgård lesen kann. In: 54books. Magazin für Feuilleton, 27.10.2020.[19]

- Die Grenzen des effizienten Übersetzens. Zu Gabriele Haefs’ deutscher Fassung von Maria Kjos Fonns „Kinderwhore“. In. TraLaLit, 16.10.2019.[20]
- Die Kritik als Dichtung zweiter Ordnung. In: Signaturen, 03.2016.[21]